# La habitación del niño
La habitación del niño es un telefilme español dirigido por Álex de la Iglesia incluido en "Películas para no dormir".

## Sinopsis
Un matrimonio con un niño recién nacido llega a la casa que acaban de entregarles. Es una estupenda casa antigua, y el lugar ideal para empezar una verdadera vida de familia. Antes de acostarse, la pareja comprueba el funcionamiento del aparato de escucha que han instalado en el cuarto de su bebé, y que pueden controlar desde su cama. Es de última tecnología. No sólo pueden escuchar a su pequeño mientras duerme, también pueden verle. Pero pronto descubrirán que en esa casa habita alguien más, alguien que todas las noches se sienta junto a la cuna del bebé, un misterioso hombre salido de otra dimensión.

## Reparto
- Javier Gutiérrez: Juan
- Leonor Watling: Sonia
- María Asquerino: María
- Antonio Dechent: Fernández
- Sancho Gracia: Domingo
- Terele Pávez: Mujer de Domingo
- Manuel Tallafé: García
- Asunción Balaguer: Anciana
- Gracia Olayo: Enfermera
- Eulalia Ramón: Teresa
- Antonio de la Torre: Operario
- Cesáreo Estébanez: Martí
- César Pérez: Pablo (niño)

- Datos: Q3824382